# 시모다 로프웨이

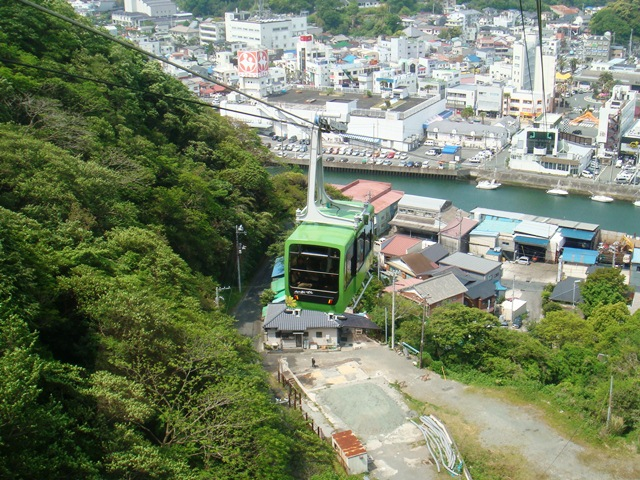
시모다 로프웨이

시모다 로프웨이(일본어: 下田ロープウェイ)는 일본 시즈오카현 시모다시의 로프웨이 사업자다. 이즈 급행선 이즈큐시모다역 앞에서 네스가타산을 연결하는 시모다 로프웨이를 운영한다.

## 같이 보기
- 이즈 급행선